# Rascló de les Chatham
El rascló de les Chatham (Cabalus modestus) és un ocell extint de la família dels ràl·lids (Rallidae) i única espècie del gènere Cabalus (Hutton 1874). Habitava les zones humides de les illes Chatham, a prop de Nova Zelanda i potser es va extingir després de la introducció de gats i rates, a finals del segle xix.